# Sybra fuscomarmorata
Sybra fuscomarmorata là một loài bọ cánh cứng trong họ Cerambycidae.